# تئاتر شهر یووسکوله

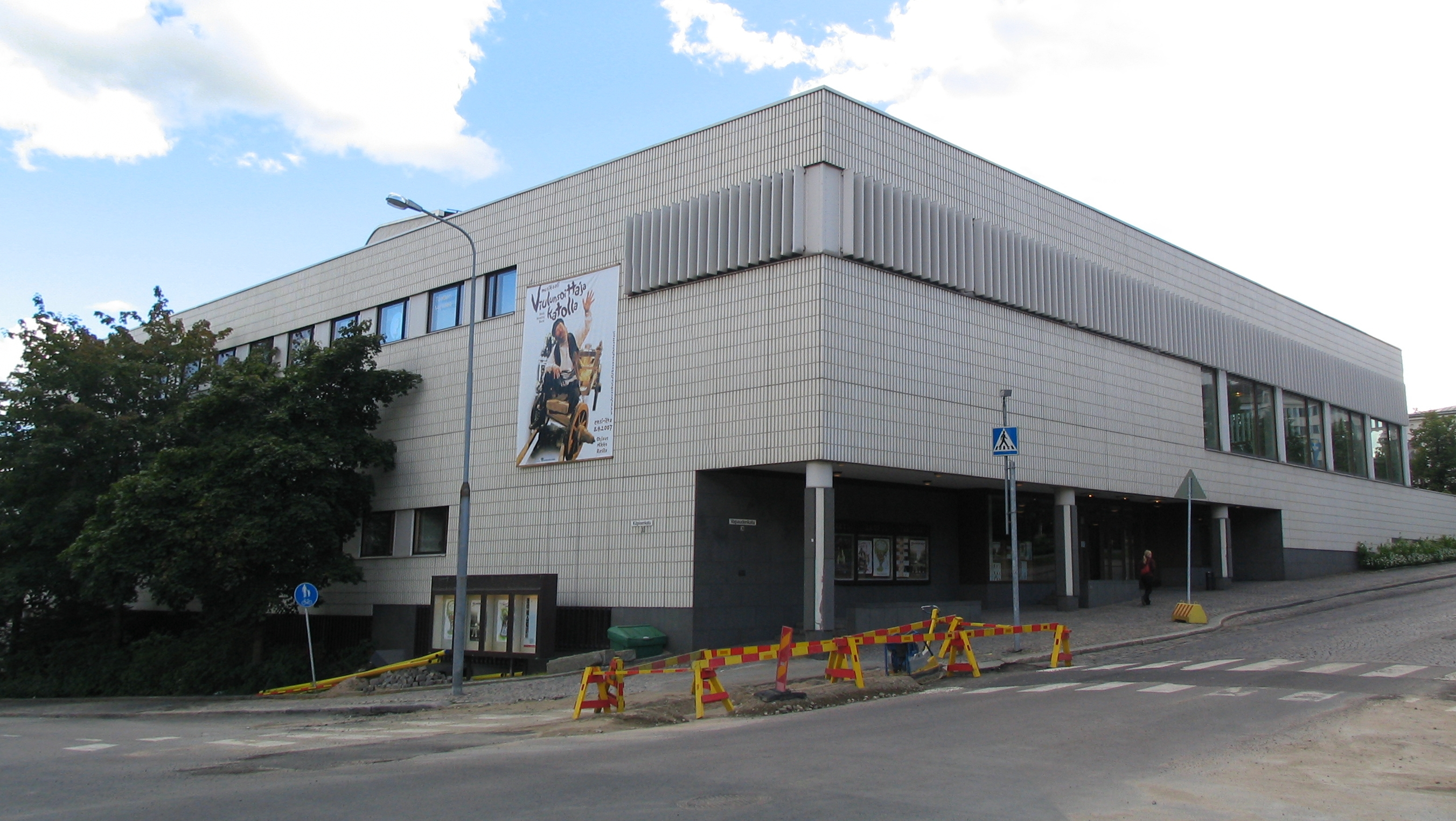
تئاتر شهر یووسکوله در پاییز ۲۰۰۷

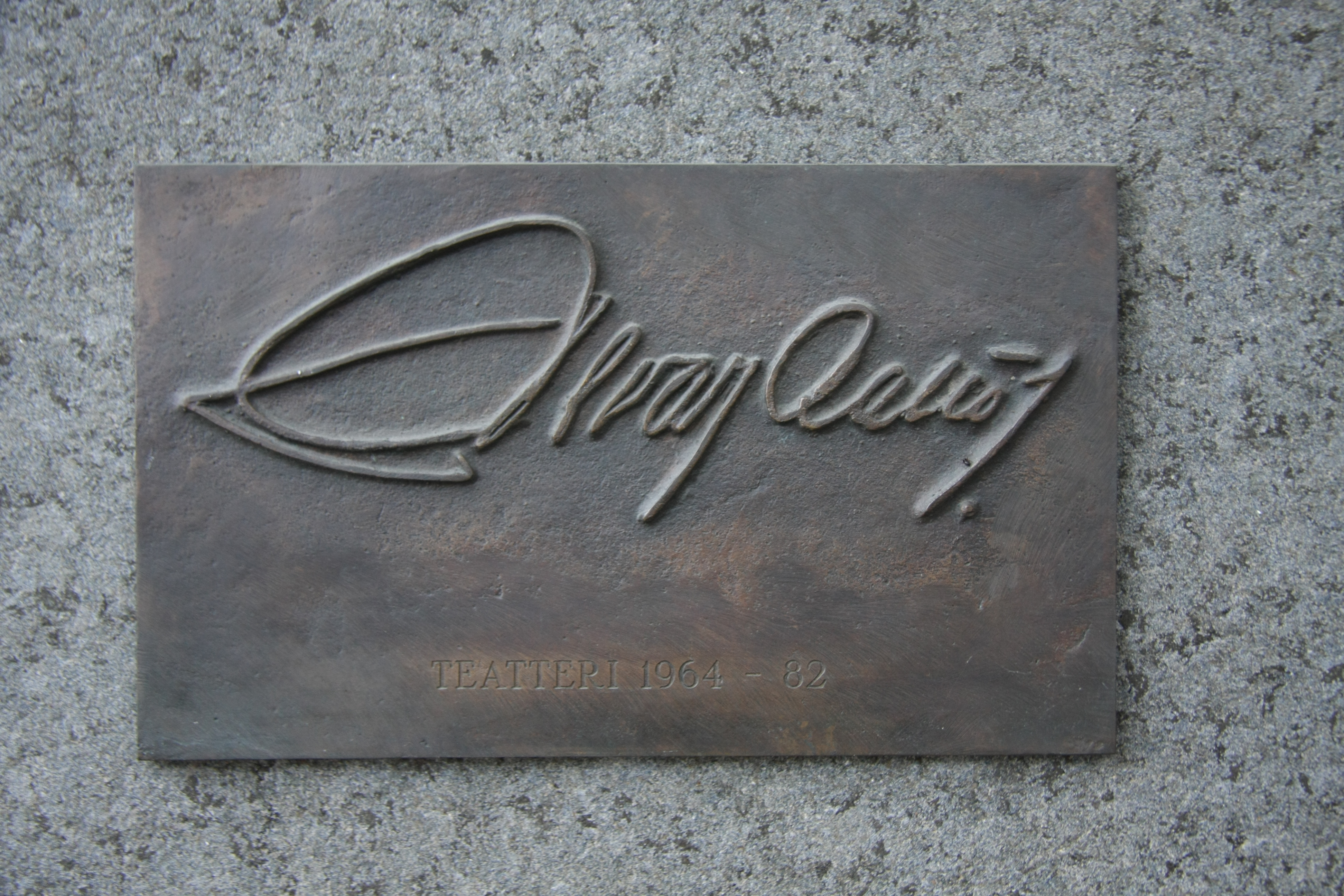
لوح یادبودِ آلوار آلتو (معمار تئاتر) در دیوار بیرونی تئاتر

تئاتر شهر یووَسکولَه (فنلاندی: Jyväskylän kaupunginteatteri) تئاتری است که در مرکز شهر یووسکوله واقع است و در سال ۱۹۶۱ تاسیس شده است. این تئاتر در تماشاخانه‌ای مستقر است که آلوار آلتو آن را طراحی کرده است.

## معمار
تئاتر که دو دهه قبل تاسیس شده بود ، در سال 1982 به محل فعلی خود نقل مکان کرد.  بنای کنونی به دلیل طراحی توسط معمار فنلاندی آلوار آلتو قابل توجه است.
این تئاتر شامل دو مرحله است: سالن اصلی 551 تماشاگر دارد ، استودیوی کوچکتر یک ج. 100. [1] سالانه تقریباً 60،000 نفر برای دیدن حدود 250 نمایش از تئاتر بازدید می کنند. [1] ارکستر سمفونیک Jyväskylä Sinfonia از تئاتر به عنوان مکان اصلی اجرای خود استفاده می کند.